# Pigbag
Pigbag war eine britische Jazz-Revival-Gruppe vor dem Hintergrund des Post-Punks, 1980 von Chris Hamlin in Cheltenham gegründet.

## Geschichte
Einen ersten Erfolg hatte Pigbag Ende 1981 mit der Single Sunny Day. Ihre erfolgreichste Single Papa’s Got a Brand New Pigbag nahm im Titel Bezug auf Papa’s Got a Brand New Bag von James Brown. Sie erreichte 1982 Platz 3 in Großbritannien. Drei Jahre später nahm Paul Hardcastle den Titel unter dem Namen The Silent Underdog in einer Electrofunk-Version auf und erreichte hintere Chartränge. B-Seite dieser Veröffentlichung war noch einmal die Pigbag-Version. Für Paul Oakenfold und die Perfecto Allstarz wurde eine Trance-Version des Stücks 1995 unter dem Titel Reach Up (Papa’s Got A Brand New Pigbag) zu einem Top-10-Hit.
Pigbag konnte insgesamt vier Singles aus dem Debütalbum Dr Heckle and Mr Jive in den Charts platzieren, das selbst bis in die Top 20 der UK-Charts vordrang. Alle weiteren Veröffentlichungen blieben jedoch deutlich hinter diesem Erfolg zurück. Nach mehreren Tourneen, Plattenaufnahmen und einigen Wechseln im Line-up kam es im Juni 1983 zur Auflösung.

## Diskografie

### Singles
- Sunny Day (1981)
- Getting Up (1981)
- Papa’ Got a Brand New Pigbag (1981)
- The Big Bean (1982)
- Hit The ’O’ Deck (1983)

### Alben
- Dr Heckle & Mr Jive (1981)
- Lend an Ear (1983)
- Pigbag (1983)
- Favourite Things (1983)
- Discology (Best of Pigbag) (1987)
- BBC Sessions (1998)